# Craspedisia longioembolia
Craspedisia longioembolia là một loài nhện trong họ Theridiidae.
Loài này thuộc chi Craspedisia. Craspedisia longioembolia được miêu tả năm 2003 bởi Chang-Min Yin et al..